# Pleurocapsales
Pleurocapsales es un orden de cianobacterias que se caracteriza por poseer beocitos, células especializadas en donde se lleva a cabo la fisión múltiple.
Su ecología es principalmente endolítica y de ambientes calcáreos, es decir se encuentra dentro de rocas y en condiciones con poca luz.
Las Pleurocapsales se encuentran emparentadas con Chroococcidiopsis pero trabajos recientes con filogenética del gen 16S rDNA han mostrado que Chroococcidiopsis pertenece a su propio orden Chroococcidiopsidales .
Algunos géneros forman pseudo-ramificaciones como Pleurocapsa sp., Odorella sp y todos los géneros dentro de la familia Hyellaceae.
Históricamente, el orden Pleurocapsales ha sido uno de los órdenes menos estudiados de cianobacterias, por su ecología endolítica dificultado su visibilidad.

## Taxonomía
El orden Pleurocapsales incluye las siguientes familias:
- Dermocarpellaceae
- Hydrococcaceae
- Hyellaceae
- Xenococcaceae